# Miami Floridians
Miami Floridians – amerykański klub koszykarski z siedzibą pierwotnie w Minneapolis, następnie w Miami, działający w latach 1967–1972.

## Historia
Zespół powstał w 1967 jako Minnesota Muskies, miał swoją siedzibę w Minneapolis. Po roku zespół został przeniesiony Miami, gdzie spędził kolejne cztery lat, zanim nie został rozwiązany w 1972. W latach 1968–1970 nosił nazwę Miami Floridians, a przez kolejne dwa The Floridians.

## Włączeni doKoszykarskiej Galerii Sław
- Mel Daniels (1968)[1]

## Liderzy statystyczni ABA
- Mel Daniels - lider ABA w średniej zbiórek (1968)

## Wyniki sezon po sezonie
| Sezon             | Wyg. | Przeg. | Odsetek | Wyniki play-off                                                                                    |                   |
| ----------------- | ---- | ------ | ------- | -------------------------------------------------------------------------------------------------- | ----------------- |
| Minnesota Muskies |      |        |         | |                   |
| 1967-68           | 50   | 28     | 64,1    | |                   |
| Miami Floridians  |      |        |         | |                   |
| 1968-69           | 43   | 35     | 55,1    | Wygrana w półfinałach dywizji Miami 4, Minnesota 3 Przegrana w finałach dywizji Indiana 4, Miami 1 |                   |
| 1969–70           | 23   | 61     | 27,4    | Brak kwalifikacji                                                                                  | Brak kwalifikacji |
| The Floridians    |      |        |         | |                   |
| 1970–71           | 37   | 47     | 44      | Przegrana w półfinałach dywizji Kentucky 4, The Floridians 2                                       |                   |
| 1971–72           | 36   | 48     | 42,9    | Przegrana w półfinałach dywizji Virginia 4, The Floridians 0                                       |                   |

## Nagrody indywidualne
- Debiutant Roku
  - Mel Daniels (1968)
- I skład debiutantów ABA
  - Mel Daniels (1968)
  - Samuel Robinson (1971)
- I skład ABA
  - Mel Daniels (1968)
  - Mack Calvin (1971)
- II skład ABA
  - Donnie Freeman (1969, 1970)
- Uczestnicy meczu gwiazd
  - Donnie Freeman (1968, 1969, 1970)
  - Mel Daniels (1968)
  - Les Hunter (1968, 1969)
  - Skip Thoren (1969)
  - Mack Calvin (1971, 1972)
  - Larry Jones (1971)
  - Warren Jabali (1972)
- ABA All-Time Team
  - Donnie Freeman
  - Mel Daniels
  - Mack Calvin
  - Warren Jabali